# National Geographic (canal de televiziune)
National Geographic Channel (prescurtat National Geographic / Nat Geo) este un post de televiziune care difuzează documentare despre natură, știință, cultură și istorie. Programele televiziunii sunt similare cu cele ale Discovery Channel.
National Geographic a început emisia în septembrie 1997. În anul 2000, postul era distribuit deja în 115 țări și 85 milioane de case, iar din ianuarie 2001, emite și în Statele Unite ale Americii.
În august 2007, National Geographic emitea în 166 de țări pentru o audiență de 250 milioane de case, în 34 de limbi: arabă, bulgară, cehă, daneză, olandeză, engleză, franceză, germană, greacă, ebraică, hindi, maghiară, italiană, japoneză, coreeană, malay, mandarină, norvegiană, poloneză, portugheză, română, rusă, slovenă, spaniolă, suedeză, thai și turcă, fiind prezent pe toate continentele.

## High Definition
National Geographic se regăsește pe plan autohton în format HD în grilele de cablu ale DIGI România și Vodafone România, în grilele de satelit ale DIGI România, Focus Sat și Orange România și în grila operatorului de IPTV INES.